# Chronicon Paschale
Chronicon Paschale (Kronika Wielkanocna) – anonimowa kronika bizantyńska, powstała między 631 a 641 rokiem opisująca wydarzenia od początku świata, za który przyjęto po raz pierwszy erę bizantyńską, od 5507 do 627 roku po narodzeniu Jezusa Chrystusa.
Znana pod łacińskimi tytułami Chronicon Paschale, Chronicon Alexandrinum, Chronicon Constantinopolitanum i Fasti Siculi (Epitomé chronòn) w polskojęzycznej literaturze pojawia się także jako Kronika Wielkanocna. Nie zachowały się żadne informacje o jej autorze. Analiza treści Kroniki prowadzi do wniosku, że był duchownym. Kronika będąca bizantyńskim utworem o charakterze kompilacji powstała w otoczeniu Patriarchy Konstantynopola Sergiusza I za czasów cesarza Herakliusza (610-641). Obejmuje dzieje ówczesnego świata od Adama, protoplasty człowieka do 627 roku, na którym się urywa. W całości była doprowadzona do 629 roku. W późniejszym okresie dołączono do niej wykaz cesarzy od Cezara do Konstantyna IX Monomacha (1042 rok).
We wstępie autor zawarł dane dotyczące chronologii chrześcijańskiej i cyklu świąt wielkanocnych, od których pochodzi łacińska nazwa kroniki. Autor uznał stworzenie świata za początek ery rzymskiej (tym samym i bizantyńskiej) i jako pierwszy ustalił go na 21 marca 5507 roku. Szedł w tym za chiliastą Sekstusem Juliuszem Afrykańczykiem (II/III wiek), głoszącym, że świat ma istnieć 6000 lat, a ponieważ narodzenie Jezusa datował na 5500 rok, zapowiadał koniec świata w roku 500 po urodzeniu Chrystusa.
Źródłem dla autora była cytowana często całymi partiami Biblia, a także: Kanony Euzebiusza z Cezarei, Kronika Jana Malalasa, O miarach i ciężarach Epifaniusza z Salaminy, Tablice Wielkanocne, aleksandryjskie i antiocheńskie akta męczenników oraz Roczniki konsularne dotyczące okresu republiki rzymskiej. Anonimowy autor do 532 roku oparł się głównie na Kronice Malalasa, którą, podobnie jak Jan z Nikiu, miejscami przepisywał dosłownie oraz na Historii Kościoła Euzebiusza z Cezarei. Lata 532-600 potraktował pobieżnie, dokładniej opisując dopiero czasy sobie współczesne: ostatnie lata panowania cesarza Maurycjusza, rządy cesarza Fokasa i 17 lat sprawowania władzy przez cesarza Herakliusza. Do najciekawszych partii dzieła należy opis najazdu Awarów na Trację w 617 roku i oblężenia Konstantynopola przez zjednoczone siły Persów, Awarów i Słowian w 626 roku.
Kronika stanowi wyraz prymitywnych zainteresowań historią szerszych warstw ludności. Przez cały okres istnienia Cesarstwa była ulubioną lekturą ze względu na wartkie opisy wydarzeń i prosty, potoczny język, nie pozbawiony zalet artystycznych. W braku krytycyzmu idzie w ślady Malalasa, powtarza też jego błędy i nieporozumienia dotyczące osób i wydarzeń. Utwór będąc chronologicznym zestawieniem wydarzeń, przedstawia wartość jako źródło historyczne okresu panowania wschodniorzymskich cesarzy Fokasa i Herakliusza. Po raz pierwszy ustala też początek ery bizantyńskiej (od czasów Adama) na rok 5507. Ze względu na swój wpływ na chronologię chrześcijańską Kronika Wielkanocna wymieniana jest obok Historii Kościelnej Euzebiusza z Cezarei i dzieł Georgiusa Syncellusa.